# Patte de chat
Ne doit pas être confondu avec Patte de chat (nœud).
Pour plus de détails, voir Fiche technique et Distribution.
Patte de chat (titre original : The Cat's-Paw) est une comédie américaine, en noir et blanc, réalisée par Sam Taylor et sortie en 1934. Cette comédie met en scène le comique Harold Lloyd dans l'un de ses rares films parlants.
Harold Lloyd avait lu le roman de Clarence Budington Kelland (en), lors de sa publication en feuilleton dans The Saturday Evening Post du 26 août 1933 au 30 septembre 1933 et décida d'acheter les droits pour 25,000 $.

## Synopsis
Ezekiel Cobb est un jeune homme naïf qui a grandi en Chine, élevé par des missionnaires. Arrivé à l'âge de se marier, il retourne aux États-Unis afin d'y trouver une épouse. Il se retrouve, par le plus grand des hasards, candidat à la mairie de la ville.

## Fiche technique
- Titre : Patte de chat
- Titre original : The Cat's-Paw
- Réalisation : Sam Taylor et Harold Lloyd (non crédité)
- Scénario : Sam Taylor, Clyde Bruckman (non crédité), d'après un roman de Clarence Budington Kelland (en)
- Musique : Alfred Newman
- Directeur de la photographie : Walter Lundin
- Montage : Bernard W. Burton (en)
- Direction artistique : Harry Oliver (en)
- Production : Harold Lloyd, The Harold Lloyd Corporation
- Pays de production :  États-Unis
- Genre : Comédie
- Durée : 102 minutes
- Dates de sortie :
  - États-Unis : 30 juillet 1934
  - France : 12 octobre 1934

## Distribution
- Harold Lloyd : Ezekiel Cobb
- Una Merkel : Pat Pratt
- George Barbier : Jake Mayo
- Nat Pendleton : Strozzi
- Grace Bradley : Dolores Doce
- Alan Dinehart : Ed Morgan, le maire
- Grant Mitchell : Silk Hat McGee
- Fred Warren : Tien Wang
- Warren Hymer : "Spike" Slattery
- J. Farrell MacDonald : Shigley
- James Donlan : Red, le reporter
- Edwin Maxwell : Neal, l'avocat
- Fuzzy Knight : un gangster
- Vince Barnett : Wilks, un gangster
- Frank Sheridan : Commissaire Dan Moriarity

Acteurs non crédités
- John Big Tree : un garde chinois
- Billy Bletcher : un reporter
- Gertrude Hoffmann : Mme Noon
- Ivan Linow : Chee Foo
- Tom London : Murph, un policier
- George MacQuarrie : l'assistant du procureur de district

## Récompenses et distinctions

### Nominations
- Saturn Award 2006 :
  - Saturn Award de la meilleure collection DVD (au sein du coffret Harold Lloyd Collection)